# Ashley (Test Valley)
Ashley er en landsby og civil parish i Test Valley-distriktet i Hampshire, England. Den ligger 13 km vest for Winchester. Den nærmeste by er Stockbridge, der ligger 4,2 km mod nordvest. Ved en folktetælling i 2001 boede der 72 personer i sognet. I byen ligger jordvoldene fra Ashley Castle, der blev grundlagt i 1100-tallet, og St Mary's Church, der ligeledes blev grundlagt i 1100-tallet og i dag er en listed building af anden grad.